# All-Ireland Senior Hurling Championship 1903
L'All-Ireland Senior Football Championship 1903 fu l'edizione numero 17 del principale torneo di hurling irlandese. Cork batté Londra in finale, ottenendo il sesto titolo della sua storia.

## Formato
Parteciparono 12 squadre, tre per il Leinster, cinque per il Munster, 2 per il Connacht e 2 per l'Ulster, dove si disputò il primo titolo provinciale della storia. Inoltre partecipò pure Londra, che fu ammessa di diritto alla finale generale, dove sarebbe stata sfidata dai campioni del campionato nazionale irlandese in senso stretto.

## Torneo
Connacht Senior Hurling Championship
| Finale | Galway | – | Roscommon |  |

Leinster Senior Hurling Championship
| Finale | Kilkenny | 1-5 – 1-5 | Dublin |  |

Munster Senior Hurling Championship
| Finale | Cork | 5-16 – 1-1 | Waterford |  |

Ulster Senior Hurling Championship
| Finale | Antrim | 2-4 – 0-5 | Donegal |  |

All-Ireland Senior Hurling Championship
| Limerick 7 maggio 1905 Semifinale | Cork | – | Galway | Markets Field |

| Dublino 18 giugno 1905 Semifinale | Kilkenny | 6-29 – 3-2 | Antrim | Jones's Road |

| Dungarvan 16 luglio 1905 Home final | Cork | 8-9 – 0-8 | Kilkenny | Fraher Field |

| Dublino 12 novembre 1905 Finale | Cork | 3-16 – 1-1 | London | Jones's Road |

- La finale del Leinster era finita in parità. Tuttavia Kilkenny reclamò l'irregolarità del goal di Dublino. La Gaelic Athletic Association diede ragione a Kilkenny che pertanto vinse la finale, senza che fosse necessario disputare il replay.